# Vaughtia gruveli
Vaughtia gruveli is een slakkensoort uit de familie van de Muricidae. De wetenschappelijke naam van de soort is voor het eerst geldig gepubliceerd in 1910 door Dautzenberg.